# جياني دي بياسي
جياني دي بياسي (بالإيطالية: Gianni De Biasi)‏ (16 يونيو 1956 إيطاليا - ) هو لاعب كرة قدم إيطالي، يلعب كلاعب وسط.

## روابط خارجية
- جياني دي بياسي على موقع الاتحاد الدولي (مؤرشف)  (الإنجليزية)
- جياني دي بياسي على موقع قاعدة بيانات كرة القدم.إي يو (الإنجليزية)
- جياني دي بياسي على موقع بيانات كرة القدم. دي إي (الألمانية)
- جياني دي بياسي على موقع عالم كرة القدم.نت (الإنجليزية)